# US Livorno 1915
Unione Sportiva Livorno 1915, zkráceně jen Livorno je italský fotbalový klub hrající v sezóně 2024/25 ve 4. italské fotbalové lize sídlící ve městě Livorno v regionu Toskánsko.

## Historie
Klub byl založen 17. února 1915 sloučením dvou klubů Virtus Juventusque a SPES Livorno. První prezident byl jmenován Arrigo Galeotti. První soutěžní ročník odehráli v nejvyšší lize 1919/20 a hned postoupili do finále, které prohráli Interem 2:3. Také v příští sezoně 1920/21 udělali úspěch, když skončili v semifinále. Nejvyšší soutěž hráli až do sezony 1930/31 když sestoupili.
Sezonu 1952/53 začali hrát ve 3. lize. Do téhle doby hráli jak v Serii A tak i Serii B. Nejhorší období v historii klubu bylo od sezony 1990/91. Klub hrál až 4. ligu a na konci sezony byl klub vyloučen z ligy za špatnou ekonomickou situaci klubu. Nový klub AS Livorno Calcio se přihlásil do regionální ligy, kterou vyhrálo a v sezoně 1993/94 se již vrátilo do 4. ligy.
Naopak nejlepší období bylo po roce 2000. Nejprve prohráli ve finále play off ve 3. lize v sezoně 2000/01, ale příští sezoně ji vyhráli a postoupili do 2. ligy. Sezonu 2004/05 po 55 letech hrálo již nejvyšší ligu. Hráli ji čtyři sezony po sobě a nejlepšího umístění dosáhli v sezoně 2005/06, když obsadili 6. místo. Díky tomuhle umístění mohli v sezoně hrát o pohár UEFA. V soutěži si vedli dobře a postoupili ze skupiny do prvního vyřazovacího kola. Tam jej vyřadil španělský klub RCD Espanyol.
Od sezony 2007/08 hráli nejvyšší ligu už jen tři sezony. Postupně hráli ve 2. lize a ve 3. lize, kde v sezoně 2020/21 obsadili poslední 20. místo v tabulce a po třech desetiletí sestoupilo do 4. ligy.

## Změny názvu klubu
- 1915/16 – 1944/45 – US Livorno (Unione Sportiva Livorno)
- 1945/46 – SS Livorno (Società Sportiva Pro Livorno)
- 1946/47 – 1987/88 – US Livorno (Unione Sportiva Livorno)
- 1988/89 – 1989/90 – Pro Livorno Calcio (Pro Livorno Calcio)
- 1990/91 – UC Livorno (Unione Calcio Livorno)
- 1991/92 – 2020/21 – AS Livorno Calcio (Associazione Sportiva Livorno Calcio)
- 2021/22 – US Livorno 1915 (Unione Sportiva Livorno 1915)

## Získané trofeje

### Vyhrané domácí soutěže
- 2. italská liga ( 2× )

1932/33, 1936/37
- 3. italská liga ( 3× )

1963/64, 2001/02, 2017/18
- 4. italská liga ( 1× )

1983/84

#### Medailové umístění
| Medaile umístění | Sezona           |
| ---------------- | ---------------- |
| Serie A          | 1919/20, 1942/43 |

## Účast v ligách
| Úroveň soutěže | Název soutěže (nynější název) | První hraná sezona | Poslední hraná sezona | celkem odehraných sezon |
| -------------- | ----------------------------- | ------------------ | --------------------- | ----------------------- |
| 1              | Serie A                       | 1919/20            | 2013/14               | 29                      |
| 2              | Serie B                       | 1931/32            | 2019/20               | 27                      |
| 3              | Serie C                       | 1952/53            | 2020/21               | 35                      |
| 4              | Serie D                       | 1983/84            | 2024/25               | 10                      |
| 5              | Eccellenza                    | 1992/93            | 2021/22               | 2                       |

Historická tabulka Serie A od sezony 1929/30 do 2023/24.
| Celkové místo | Odehraných sezon | Celkem bodů | Celkem zápasů | Celkem výher | Celkem remíz | Celkem proher | Celkové skore |
| ------------- | ---------------- | ----------- | ------------- | ------------ | ------------ | ------------- | ------------- |
| 25            | 18               | 566         | 626           | 171          | 172          | 283           | 717:1029      |

## Fotbalisté

### Historické statistiky
| Počet utkání | Počet utkání      | Počet utkání |  | Počet branek | Počet branek        | Počet branek |
| Pořadí       | Jméno             | Počet        |  | Pořadí       | Jméno               | Počet        |
| 1.           | Andrea Luci       | 414          |  | 1.           | Mario Magnozzi      | 185          |
| 2.           | Mauro Lessi       | 369          |  | 2.           | Igor Protti         | 125          |
| 3.           | Igor Protti       | 282          |  | 3.           | Cristiano Lucarelli | 111          |
| 4.           | Mario Stua        | 242          |  | 4.           | Daniele Vantaggiato | 69           |
| 5.           | Renato Bellinelli | 237          |  | 5.           | Vinicio Viani       | 67           |

### Rekordní přestupy
| Nákup  | Nákup            | Nákup     | Nákup            | Nákup          |  | Prodej | Prodej              | Prodej    | Prodej         | Prodej         |
| Pořadí | Jméno            | sezona    | klub             | částka         |  | Pořadí | Jméno               | sezona    | klub           | částka         |
| 1.     | Francesco Tavano | 2007/2008 | Valencia         | 6 mil. Euro    |  | 1.     | Paulinho            | 2014/2015 | Al-Arabi       | 8 mil. Euro    |
| 2.     | Marco Amelia     | 2001/2002 | Řím              | 2,8 mil. Euro  |  | 2.     | Cristiano Lucarelli | 2007/2008 | Šachtar Doněck | 7,91 mil. Euro |
| 3.     | Francesco Volpe  | 2007/2008 | Juventus         | 2,05 mil. Euro |  | 3.     | Alessandro Diamanti | 2009/2010 | West Ham       | 6,8 mil. Euro  |
| 4.     | Gastón Cellerino | 2008/2009 | Rangers de Talca | 2 mil. Euro    |  | 2.     | Giorgio Chiellini   | 2004/2005 | Fiorentina     | 6,5 mil. Euro  |
| 5.     | Nico Pulzetti    | 2007/2008 | Verona           | 1,5 mil. Euro  |  | 3.     | Marco Amelia        | 2008/2009 | Palermo        | 6 mil. Euro    |

### Na velkých turnajích

#### Účastníci Mistrovství světa
- Marco Amelia (MS 2006)
- Djamel Mesbah (MS 2014)

#### Účastníci Mistrovství Evropy
- Marco Amelia (ME 2008)
- Dario Knežević (ME 2008)

#### Účastník Olympijských her
- Mario Magnozzi (OH 1924)
- Mario Magnozzi (OH 1928)
- Mario Nicolini (OH 1936)

## Česká stopa
- Libor Kozák (2018–2019)
- Mario Lička (2004)
- Lukáš Zima (od 2018–2020)